# بلاد البشكنش

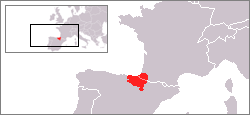
حدود منطقة الباسك

علم الباسك

شعار اقليم الباسك

بلاد الباسك أو بلاد البِسك أو بلاد البشكنش أو بَسْكُونِيَة أو بسكونس (بالباسكية Euskal Herria وتلفظ ‎[eus̺kal‿eri.´a]‏) هو إقليم ضخم يمتد عبر جبال البيرينييه الغربية على الحدود ما بين فرنسا وإسبانيا تصل مساحتها لحوالي 20 ألف كم². بلاد الباسك مقسوم سياسيا بين دولتي فرنسا وإسبانيا. ويمتد الإقليم حتى شاطئ خليج البسكاي. وتعتبر المنطقة بشكل عام منطقة تاريخية يقطنها شعب الباسك ويتحدثون لغتهم الخاصة بهم التي تعرف بالباسكية وتتفرع منها لهجة النافارية العليا. وهي تعد أصعب اللغات بالعالم وهناك من يطالب بالانفصال عن إسبانيا وفرنسا، ومن أشهر المنظمات الانفصالية، الموصوفة بالإرهابية من طرف الجهات الرسمية، منظمة إيتا الانفصالية. من أهم مدن الإقليم مدينة بلباو وسان سباستيان وبامبلونا.
ويشهد إقليم بلد الباسك إضرابا دعت اليه حركات اليسار التابعة للحزب المحظور هيري باتاسونا الجناح السياسي لمنظمة إيتا للاحتجاج على الاعتقالات الواسعة في صفوف القوميين الباسك وما يوصف بالتضييق على الأحزاب السياسية الأخرى مثل الحزب الشيوعي للأراضي الباسكية وحزب العمل القومي الباسكي.
و في عدة مناسبات قامت مجموعات من الشباب بالهجوم على مقرات بعض الأحزاب مثل الحزب الشعبي اليميني ومؤسسات الدولة الأسبانية وألحقت بها أضرار مادية

## أعلام
- أبو عامر بن غرسية
- صبح البشكنجية (البشكنشية): صبح البشكنجية أو صبيحة أو أورورا (المتوفاة عام 390 هـ تقريبًا) جارية الخليفة الحكم المستنصر بالله وأم ولديه عبد الرحمن وهشام، والوصية على عرش الخلافة في بداية عهد ابنها الخليفة هشام المؤيد بالله.

## انظر أيضا

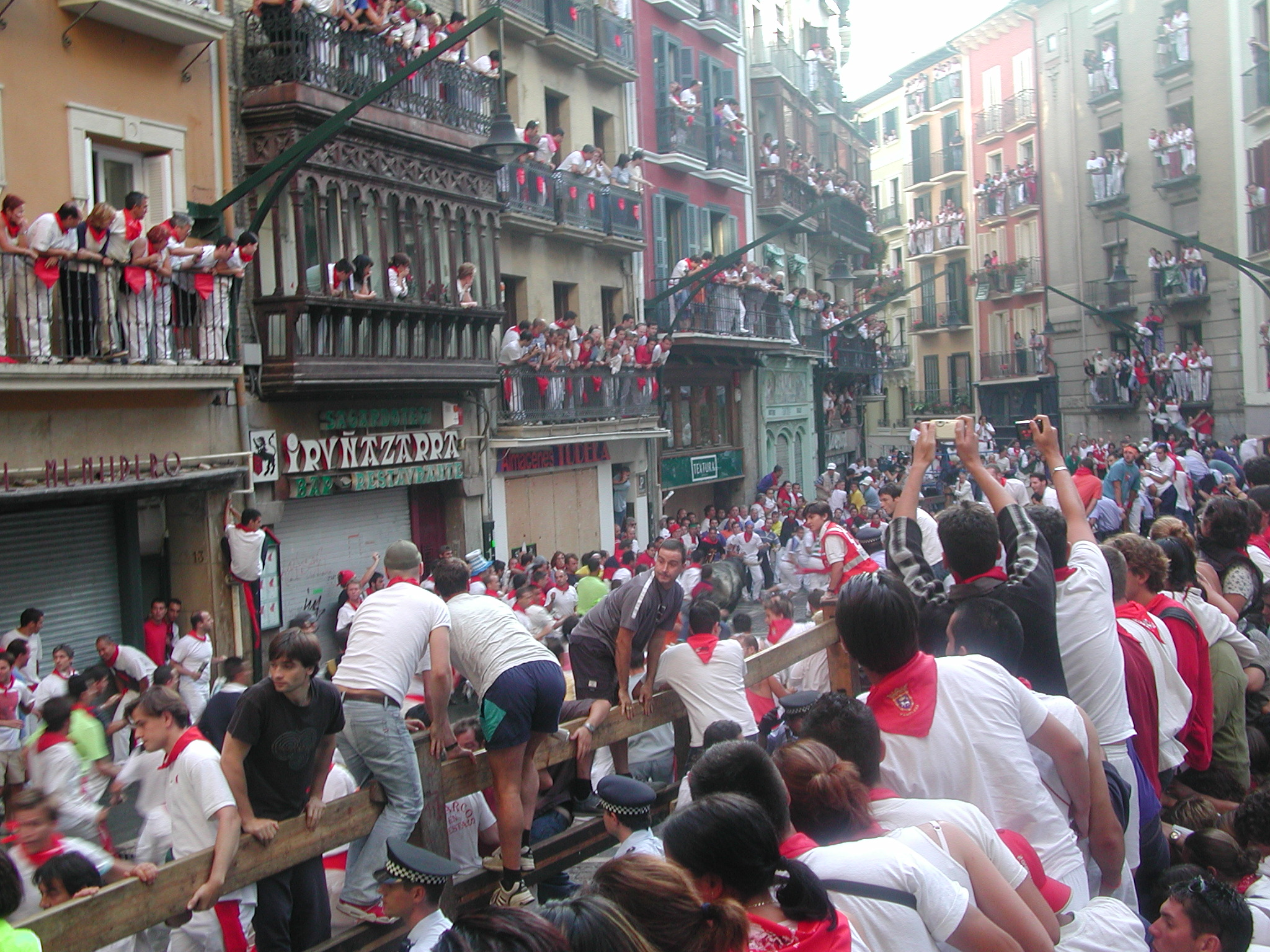

## حواش
1. ↑   https://euskalherriablog.com/2016/01/14/el-centro-geografico-de-euskal-herria/. {{استشهاد ويب}}: |url= بحاجة لعنوان (مساعدة) والوسيط |title= غير موجود أو فارغ (من ويكي بيانات) (مساعدة)
2. ↑   https://gaindegia.eus/eu/datuak/demografia/biztanleria-osoa. {{استشهاد ويب}}: |url= بحاجة لعنوان (مساعدة) والوسيط |title= غير موجود أو فارغ (من ويكي بيانات) (مساعدة)
3. ↑   http://gaindegia.eus/eu/bpg-produktibitatea-eta-ig-gastuaren-bilakaera. {{استشهاد ويب}}: |url= بحاجة لعنوان (مساعدة) والوسيط |title= غير موجود أو فارغ (من ويكي بيانات) (مساعدة)
4. ↑   http://www.gaindegia.eus/eu/bpg-produktibitatea-eta-ig-gastuaren-bilakaera. {{استشهاد ويب}}: |url= بحاجة لعنوان (مساعدة) والوسيط |title= غير موجود أو فارغ (من ويكي بيانات) (مساعدة)
5. ↑  رفاعة الطهطاوي (1833)، قلائد المفاخر في غريب عوائد الأوائل والآواخر، دار الطباعة العامرة، ص. 27، QID:Q125388669
6. ↑  كلاهما من اللاتينية Vascones، الأول عن الفرنسية basque والثاني عن المستعربية أو الأندلسية.
7. 1 2  محمد عبد الله عنان، دولة الإسلام في الأندلس، ج. 1، ص. 113، QID:Q20418218